# Зоряне (Ковельський район)
Зо́ряне — село в Україні, у Забродівській сільській громаді Ковельського району Волинської області. Населення становить 237 осіб.

## Географія
На північній околиці пролягає автошлях Т 0308.

## Населення
Згідно з переписом УРСР 1989 року чисельність наявного населення села становила 244 особи, з яких 108 чоловіків та 136 жінок.
За переписом населення України 2001 року в селі мешкали 232 особи.

### Мова
Розподіл населення за рідною мовою за даними перепису 2001 року:
| Мова       | Відсоток |
| ---------- | -------- |
| українська | 99,16 %  |
| російська  | 0,84 %   |

## Історія
До 9 жовтня 2016 року село входило до складу Поступельської сільської ради Ратнівського району Волинської області.
19 липня 2020 року, в результаті адміністративно-територіальної реформи та ліквідації Ратнівського району, село увійшло до новоутвореного Ковельського району.